# Becaire

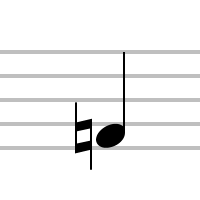
Becaire.

El becaire ({\displaystyle \natural }) és un símbol musical que s'escriu a l'esquerra de la nota i anul·la l'acció produïda per una alteració anterior, sostingut o bemoll. L'efecte del becaire només dura un compàs.
El becaire també anul·la l'efecte produït per un doble sostingut o un doble bemoll.
El becaire només s'usa en l'armadura quan es vol indicar un canvi d'armadura.